# Arcidiocesi di Bukavu
L'arcidiocesi di Bukavu (in latino Archidioecesis Bukavuensis) è una sede metropolitana della Chiesa cattolica nella Repubblica Democratica del Congo. Nel 2022 contava 1.176.200 battezzati su 2.996.630 abitanti. È retta dall'arcivescovo François-Xavier Maroy Rusengo.

## Territorio
L'arcidiocesi si trova nella parte nord-orientale della provincia del Kivu Sud e comprende la città di Bukavu, i territori di Idjwi e di Kabare e parte di quelli di Walungu, Kahele e Mwenga, nella Repubblica Democratica del Congo.
Sede arcivescovile è la città di Bukavu, dove si trova la cattedrale di Nostra Signora della Pace.
Il territorio si estende su 8.115 km² ed è suddiviso in 42 parrocchie.

### Provincia ecclesiastica
La provincia ecclesiastica di Bukavu, istituita nel 1959, comprende 5 suffraganee:
- diocesi di Butembo-Beni;
- diocesi di Goma;
- diocesi di Kasongo;
- diocesi di Kindu;
- diocesi di Uvira.

## Storia
Nel 1906 il vicariato apostolico del Congo superiore attraversava una crisi: un'epidemia di malaria uccise quasi la metà dei padri missionari. Fu così che si decise il trasferimento dei primi missionari in una zona giudicata più salubre e ancora non toccata dall'evangelizzazione e la prima missione giunse a Kivu, l'odierna Bukavu.
Il 26 dicembre 1929 fu eretto il vicariato apostolico di Kivu con il breve Vestigiis Decessores di papa Pio XI, ricavandone il territorio dal vicariato apostolico del Congo superiore (oggi diocesi di Kalemie-Kirungu)
Il 10 gennaio 1952 cedette una porzione del suo territorio a vantaggio dell'erezione del vicariato apostolico di Kasongo (oggi diocesi) e contestualmente cambiò il proprio nome in vicariato apostolico di Costermansville.
Il 6 gennaio 1954 cambiò nuovamente nome in favore di vicariato apostolico di Bukavu.
Il 30 giugno 1959 cedette una porzione del suo territorio a vantaggio dell'erezione del vicariato apostolico di Goma (oggi diocesi).
Il 10 novembre dello stesso anno il vicariato è stato elevato al rango di arcidiocesi metropolitana con la bolla Cum parvulum di papa Giovanni XXIII.
Il 16 aprile 1962 ha ceduto una porzione del suo territorio a vantaggio dell'erezione della diocesi di Uvira.
Il 29 ottobre 1996 è stato ucciso in un agguato il vescovo Christophe Munzihirwa Mwene Ngabo.

## Cronotassi dei vescovi
Si omettono i periodi di sede vacante non superiori ai 2 anni o non storicamente accertati.
- Jean-Joseph Hirth, M.Afr. † (12 dicembre 1912 - 25 ottobre 1920 dimesso)
  - Sede vacante (1920-1929)
- Edouard Leys, M.Afr. † (19 dicembre 1929 - agosto 1944 dimesso)
- Richard Cleire, M.Afr. † (14 dicembre 1944 - 10 gennaio 1952 nominato vicario apostolico di Kasongo)
- Xavier Geeraerts, M.Afr. † (17 gennaio 1952 - 8 marzo 1957 dimesso)
- Louis Van Steene, M.Afr. † (8 marzo 1957 succeduto - 24 maggio 1965 dimesso[4])
- Aloys Mulindwa Mutabesha Mugoma Mweru † (18 dicembre 1965 - 15 settembre 1993 dimesso)
- Christophe Munzihirwa Mwene Ngabo, S.I. † (14 marzo 1995 - 29 ottobre 1996 deceduto)
- Emmanuel Kataliko † (3 marzo 1997 - 4 ottobre 2000 deceduto)
- Charles Kambale Mbogha, A.A. † (13 marzo 2001 - 9 ottobre 2005 deceduto)
- François-Xavier Maroy Rusengo, dal 26 aprile 2006

## Statistiche
L'arcidiocesi nel 2022 su una popolazione di 2.996.630 persone contava 1.176.200 battezzati, corrispondenti al 39,3% del totale.
| anno | popolazione | popolazione | popolazione | presbiteri | presbiteri | presbiteri | presbiteri                | diaconi | religiosi | religiosi | parrocchie |
| anno | battezzati  | totale      | %           | numero     | secolari   | regolari   | battezzati per presbitero | diaconi | uomini    | donne     | parrocchie |
| ---- | ----------- | ----------- | ----------- | ---------- | ---------- | ---------- | ------------------------- | ------- | --------- | --------- | ---------- |
| 1950 | 82.984      | 855.635     | 9,7         | 75         | 4          | 71         | 1.106                     |         | 72        | 97        | 15         |
| 1959 | 232.184     | 1.117.507   | 20,8        | 134        | 24         | 110        | 1.732                     |         | 168       | 162       | 23         |
| 1970 | 312.232     | 803.710     | 38,8        | 102        | 23         | 79         | 3.061                     |         | 142       | 170       | 17         |
| 1980 | 485.615     | 1.104.328   | 44,0        | 105        | 29         | 76         | 4.624                     | 1       | 135       | 250       | 21         |
| 1990 | 625.759     | 1.369.544   | 45,7        | 144        | 52         | 92         | 4.345                     | 1       | 185       | 401       | 24         |
| 1999 | 831.562     | 1.620.943   | 51,3        | 172        | 93         | 79         | 4.834                     |         | 173       | 437       | 30         |
| 2000 | 882.591     | 1.777.558   | 49,7        | 162        | 91         | 71         | 5.448                     |         | 180       | 448       | 30         |
| 2001 | 882.591     | 1.777.558   | 49,7        | 166        | 95         | 71         | 5.316                     |         | 180       | 448       | 30         |
| 2002 | 860.599     | 1.346.216   | 63,9        | 187        | 97         | 90         | 4.602                     |         | 197       | 489       | 33         |
| 2006 | 911.538     | 1.714.707   | 53,2        | 195        | 105        | 90         | 4.674                     |         | 230       | 494       | 32         |
| 2012 | 1.050.000   | 2.012.000   | 52,2        | 235        | 153        | 82         | 4.468                     |         | 226       | 502       | 35         |
| 2015 | 1.037.065   | 2.607.000   | 39,8        | 223        | 144        | 79         | 4.650                     |         | 146       | 515       | 39         |
| 2018 | 1.077.799   | 2.594.740   | 41,5        | 250        | 169        | 81         | 4.311                     |         | 169       | 565       | 41         |
| 2020 | 1.099.164   | 2.799.287   | 39,3        | 255        | 169        | 86         | 4.310                     |         | 186       | 623       | 41         |
| 2022 | 1.176.200   | 2.996.630   | 39,3        | 262        | 178        | 84         | 4.489                     |         | 217       | 596       | 42         |